# Ilaria Käslin
Ilaria Käslin (Sagno, 8 dicembre 1997) è una ginnasta svizzera, membro della nazionale svizzera di ginnastica artistica.

## Biografia
Parente lontana della ginnasta Ariella Käslin, dichiara di avere come idolo sportivo la russa Viktorija Komova.

### Carriera sportiva
Comincia a praticare ginnastica artistica in Ticino al Centro sportivo nazionale della gioventù di Tenero.
Nel 2011 vince il campionato nazionale svizzero juniores, a Rüti, sia nel concorso generale individuale, con 51,200 punti, davanti a Laura Schulte (51,100), che nelle specialità della trave (13,100) e del corpo libero (12,750) ed ottiene il 4 posto alle parallele (11,300).
Nel 2012, dati i risultati sportivi decide di trasferirsi a Macolin, al Centro nazionale d'allenamento, dove già era stata convocata anche la ticinese Caterina Barloggio. Fa così il suo esordio in nazionale agli Europei di Bruxelles 2012, che termina al 18º posto nel concorso individuale e al 13º con la squadra.

#### Categoria senior
Nel 2013 passa alla categoria senior. A marzo partecipa al 6º Trofeo Città di Jesolo, classificandosi al 6º posto alla trave (13,500) e al 7º posto alle parallele (10,100). Ad aprile partecipa agli Europei di Mosca. A Montreux vince l'argento ai Campionati svizzeri nel concorso multiplo, con 55,65 punti, alle spalle di Giulia Steingruber (59,40). Partecipa ai Mondiali di Anversa 2013 con la nazionale svizzera; con 13,800 punti a volteggio, 13,100 a parallele, 12,433 alla trave e 12,233 al corpo libero, ottiene un totale di 51,566 punti, finendo la competizione al 22º posto nel concorso generale individuale, rientrando tra le migliori 24 al mondo grazie al ripescaggio che escludeva la terza statunitense classificata, in base alla regola del two-per-country.
Il 4 novembre 2013 a Lugano viene premiata "Miglior sportiva ticinese dell'anno". Partecipa poi alla tappa di Stoccarda della Coppa del mondo: la squadra svizzera si piazza al 4º posto. A febbraio 2014 partecipa al Gymnastics Legends Invitational in California, dove vince il concorso individuale. A maggio 2014 partecipa ai campionati europei di Sofia 2014: nella finale a squadre la Svizzera termina all'8º posto.